# SDR (ZIGGYのアルバム)
『SDR』（エスディーアール）は、日本のロックバンド・ZIGGYの18枚目のオリジナル・アルバム。KILLER TUNEより発売。

## 概要
- タイトルの「SDR」は「SWING, DRIVE, ROCK’N’ROLL」の頭文字。ボーカルの森重樹一が憂歌団の内田勘太郎と会った際、「ロックやブルースは、スウィングしてドライヴするところが、ポップ・ミュージックと違うよね。」と言われたことに感銘を受けたことがアルバム名の由来となっている。
- 初回限定盤に付属のDVDには、「SWING, DRIVE, ROCK’N’ROLL」のミュージック・ビデオに加え、レコーディングのオフショットが収録されている。

## 収録曲
| 全作詞・作曲: 森重樹一。 |                               |          |            |      |
| #                        | タイトル                      | 作詞     | 作曲・編曲 | 時間 |
| 1.                       | 「CHAOS'70」                  | 森重樹一 | 森重樹一   | 2:17 |
| 2.                       | 「SWING, DRIVE, ROCK’N’ROLL」 | 森重樹一 | 森重樹一   | 3:48 |
| 3.                       | 「鉛の空の下でも」            | 森重樹一 | 森重樹一   | 3:49 |
| 4.                       | 「Let the good time roll」    | 森重樹一 | 森重樹一   | 3:54 |
| 5.                       | 「もっと好きにやるよ」        | 森重樹一 | 森重樹一   | 5:24 |
| 6.                       | 「数え切れないTenderness」    | 森重樹一 | 森重樹一   | 4:52 |
| 7.                       | 「ROCK'N'ROLL QUEEN」         | 森重樹一 | 森重樹一   | 4:15 |
| 8.                       | 「錆びた扉を」                | 森重樹一 | 森重樹一   | 4:34 |
| 9.                       | 「抱きしめていよう」          | 森重樹一 | 森重樹一   | 3:32 |
| 10.                      | 「⾺⿅につける薬はどこに」    | 森重樹一 | 森重樹一   | 4:49 |
| 11.                      | 「傷痕」                      | 森重樹一 | 森重樹一   | 3:33 |
| 12.                      | 「パラドクスの庭で」          | 森重樹一 | 森重樹一   | 5:00 |
| 合計時間:                | 合計時間:                     | 49:47    |            |      |

| #  | タイトル                                   | 作詞 | 作曲・編曲 |
| -- | ------------------------------------------ | ---- | ---------- |
| 1. | 「SWING, DRIVE, ROCK'N'ROLL」(Music Video) |      |            |
| 2. | 「SDR」(Recording Off Shot)                |      |            |